# گزارش مریم
گزارش مریم، فیلمی به کارگردانی اسماعیل براری و نویسندگی محمد رضایی‌راد ساختهٔ سال ۱۳۸۴ است.

## خلاصهٔ داستان
بهار پارسا، علی‌رغم میل باطنی، مجبور به سفر با پدرش به جنوب می‌شود. در آنجا، دفترچهٔ خاطرات دختری را می‌یابد كه سال‌ها پیش نوشته شده، انگار همهٔ اين سفر ارتباطی رمزآميز با اين دفترچه دارد.

## بازیگران
- فرامرز قریبیان
- نیلوفر محبی
- رضا فیاضی
- لیلا بوشهری
- علیرضا اوسیوند
- سلیمه رنگزن
- عطیه غبیشاوی[۳]